# Хаста-Баш
Хаста-Баш (также Хастабаш; укр. Хаста-Баш, крымскотат. Hasta Baş, Хаста Баш) — река в Крыму длиной 2,45 километра с площадью бассейна 5,63 км² (по другим данным — 3,7 км длиной и водосбором 1,6 км², на территории Большой Ялты.
Исток реки — карстовый источник Хаста-Баш, расположенный под обрывом Ай-Петри, на высоте свыше 500 м. В нижней части река протекает по восточной окраине Алупки и впадает в море с восточной стороны мыса Коммунаров. В межевании имения Мисхор 1834 года перечислены балки-притоки «речки Хастава» Ауппо, Кумсал и Купурдисак.
Хаста-Баш в переводе с крымскотатарского «больная голова» (хаста — «больной», баш — «голова»), источнику приписывали целебные свойства, о которых была сложена легенда.
Главная особенность родника и всей реки в том, что среднегодовой сток в несколько раз превышает объём выпадающих в этой местности осадков — основной объём даёт влага, которая конденсируется в карстовых полостях Ай-Петри.